# Gamma Velorum
Gamma Velorum (γ Vel / γ Velorum), detta anche Regor, è una stella multipla della costellazione delle Vele. Nonostante gli sia attribuita la lettera γ, essa è in realtà la stella più brillante di questa costellazione. Ciò è dovuto al fatto che quando nel XIX secolo l'allora grande costellazione Nave Argo fu divisa in tre costellazioni più piccole (Carena, Poppa e Vele), le stelle della nuova costellazione Nave Argo mantennero la loro nomenclatura Bayer: la Carena ha Alfa (Canopo), Beta (Miaplacidus) e Epsilon (Avior), le Vele hanno, appunto, Gamma e Delta, la Poppa ha Zeta (Naos), e così via.
Il nome Regor, invece, deriva dal nome Roger letto al contrario. Gamma Velorum è stata chiamata così in tempi moderni in onore di Roger Chaffee, uno degli astronauti periti nell'incidente dell'Apollo 1. Infine Gamma Velorum ha anche un terzo nome di origine araba: Suhail o Al Suhail al-Muhlif. Tuttavia tale nome genera confusione perché è attribuito anche a Lambda Velorum.

## Osservazione
Si tratta di una stella situata nell'emisfero australe. La sua posizione fa sì che sia osservabile prevalentemente dall'emisfero sud, dove si presenta circumpolare anche da gran parte delle regioni temperate; dall'emisfero nord la sua visibilità è invece limitata alle regioni temperate inferiori e alla fascia tropicale. Essendo di magnitudine +1,78, la si può osservare anche dai piccoli e medi centri urbani senza difficoltà.
Il periodo migliore per la sua osservazione nel cielo serale ricade nei mesi compresi fra febbraio e giugno; nell'emisfero sud è visibile anche per buona parte dell'inverno, grazie alla declinazione australe della stella, mentre nell'emisfero nord può essere osservata in particolare durante i mesi primaverili boreali.

## Magnitudine e distanza
Con una magnitudine apparente di +1,78, Gamma Velorum è una delle stelle più luminose della volta celeste. La sua distanza dalla Terra non è nota con esattezza. Le misure con il metodo della parallasse danno un valore di 840 anni luce, ma a tale distanza non sono pienamente affidabili. Il sistema deve quindi essere studiato tramite metodi indiretti. Il catalogo Hipparcos di Anderson indica una distanza maggiore, di circa 1256 anni luce.

## γ² Velorum

Una fotografia di Regor

Gamma Velorum è un sistema complesso costituito da almeno sei stelle. La componente principale, chiamata γ² Velorum o γ Velorum A, è in realtà a sua volta binaria spettroscopica, cioè non risolvibile mediante gli attuali telescopi.  Tale binaria è costituita da una Wolf-Rayet e da una massiccia stella di tipo O. Le Wolf-Rayet (WR) sono stelle molto massicce che hanno raggiunto uno stadio estremamente avanzato della loro evoluzione e che hanno perso buona parte della loro massa originaria a causa dell'intensissimo vento stellare da esse emanato. La perdita degli strati superficiali della stella scopre il suo nucleo di elio. Ciò comporta due caratteristiche peculiari delle WR: la loro superficie è dominata dall'elio anziché, come di solito avviene, dall'idrogeno; inoltre la loro temperatura superficiale è molto elevata, più elevata di quella delle stelle di tipo O. La WR di γ² Velorum è la meglio conosciuta di questo tipo di stelle e probabilmente la più vicina a noi.
L'intenso vento stellare proveniente dalla componente WR di γ² Velorum rende lo studio del sistema particolarmente complesso. Recenti osservazioni, condotte all'Osservatorio di La Silla, hanno permesso di stabilire che la WR, di classe spettrale WC8 (cioè ricca di carbonio e con una temperatura superficiale di 57 000 K), ha una luminosità pari a 100 000 volte quella solare, una massa pari a una decina di volte quella del Sole e un raggio 3,2 volte quello solare. Essa perde massa a ritmi molto elevati a causa del suo intenso vento stellare: ogni anno questa stella perde una massa pari a 1/100 000 della massa del Sole (ossia più di cento milioni di volte il tasso di perdita di massa del Sole a causa del vento solare).
La compagna della WR è una stella di classe spettrale O7.5V. Le difficoltà che contraddistinguono lo studio di questo sistema rendono questa classificazione non certa. Alcuni cataloghi riportano O9.5 quale classificazione di Harvard e I o III quale classificazione MKK. Assumendo O7.5V quale classe spettrale, la stella avrebbe una temperatura superficiale di 32 500 K, una luminosità pari a 180 000 volte quella del Sole, un raggio 13 volte quello solare e una massa pari a una trentina di volte quella del Sole. Poiché la WR è la più evoluta delle due stelle, essa originariamente aveva una massa maggiore di quella della sua compagna, visto che le stelle più massicce evolvono più velocemente. Si stima che in origine la WR avesse una massa pari a 40 volte quella del Sole. Il destino di entrambe le componenti è quella di esplodere in due supernovae.
Le due stelle orbitano l'una intorno all'altra in 78,5 giorni. La loro distanza dovrebbe essere poco superiore a 1 UA. I venti stellari provenienti dalle due componenti si scontrano fra loro producendo raggi X.

## γ¹ Velorum e le altre componenti
γ¹ Velorum o γ Velorum B è una gigante di magnitudine 4,2 e di tipo spettrale B1IV. È separata 42 secondi d'arco da γ² Velorum ed è risolvibile anche con un semplice binocolo. Ha una temperatura superficiale di circa 20 000 K e una massa compresa fra le 5 e le 11 masse solari. Forse è anch'essa una stella binaria con una compagna di modeste dimensioni (0,8-1,4 masse solari).
γ Velorum C è una stella di classe spettrale A0 e di magnitudine 8,5, separata da γ² Velorum di 63 secondi d'arco; γ Velorum D e γ Velorum E formano un ulteriore sistema binario separato 93 secondi d'arco da γ² Velorum: γ Velorum D è una stella di classe A0 e di magnitudine 9,4; γ Velorum E è una debole stella di 13ª magnitudine.